# Eleições estaduais no Paraná em 2010
As eleições estaduais no Paraná em 2010 foram realizadas em 3 de outubro, como parte das eleições gerais no Brasil. Nesta ocasião, foram realizadas eleições em todos os 26 estados brasileiros e no Distrito Federal. Os cidadãos aptos a votar elegeram o Presidente da República, o Governador e dois Senadores por estado, além de deputados estaduais e federais. Como nenhum dos candidatos à presidencia e alguns candidatos à governador não obtiveram mais da metade do votos válidos, um segundo turno foi realizado no dia 31 de outubro. No Paraná não houve segundo turno para governador. Na eleição presidencial o segundo turno foi entre Dilma Rousseff (PT) e José Serra (PSDB) com a vitória de Dilma. Segundo a Constituição Federal, o Presidente e os Governadores são eleitos diretamente para um mandato de quatro anos, com um limite de dois mandatos. O Presidente Luiz Inácio Lula da Silva (PT) e o governador Roberto Requião (PMDB) do Paraná não poderão ser reeleitos, uma vez que se elegeu duas vezes, em 2002 e 2006. Roberto Requião renunciou o cargo de governador em abril de 2010 para poder se candidatar à senador, ficando em seu lugar o vice-governador Orlando Pessuti (PMDB).
Foi eleito no primeiro turno o candidato Beto Richa (PSDB) para governador, para o Senado foram eleitos Gleisi Hoffmann (PT) e Roberto Requião (PMDB). Foram eleitos 30 deputados federais e 54 deputados estaduais.
Os pricipais candidatos à governador foram: Beto Richa (PSDB), Osmar Dias (PDT) e Paulo Salamuni (PV). E para o senado foram Gleisi Hoffmann (PT), Roberto Requião (PMDB) e Gustavo Fruet (PSDB).

## Resultado da eleição para governador
| Candidatos a governador do estado | Candidatos a vice-governador | Número | Coligação                                                                          | Votação   | Percentual |
| --------------------------------- | ---------------------------- | ------ | ---------------------------------------------------------------------------------- | --------- | ---------- |
| Beto Richa PSDB                   | Flávio Arns PSDB             | 45     | Novo Paraná (PSDB, PP, DEM, PSB, PTB, PPS, PRB, PHS, PMN, PSDC, PSL, PTC, PTN, PR) | 3.039.774 | 52,44%     |
| Osmar Dias PDT                    | Rodrigo Rocha Loures PMDB    | 12     | A União Faz um Novo Amanhã (PDT, PMDB, PT, PSC, PRP, PCdoB, PTdoB)                 | 2.645.341 | 45,63%     |
| Paulo Salamuni PV                 | Flávia Romagnoli PV          | 43     | —                                                                                  | 81.576    | 1,41%      |
| Luiz Felipe Bergmann PSOL         | José Elias Neto PSOL         | 50     | —                                                                                  | 18.826    | 0,32%      |
| Avanilson Araújo PSTU             | Ivan Ramos Bernardo PSTU     | 16     | —                                                                                  | 4.041     | 0,07%      |
| Amadeu Felipe Ferreira PCB        | Gilberto Gomes PCB           | 21     | —                                                                                  | 3.826     | 0,07%      |
| Robinson de Paula PRTB            | Floresval Machado PRTB       | 28     | —                                                                                  | 3.642     | 0,06%      |

## Resultado da eleição para senador
| Candidatos a senador da República | Candidatos a suplente de senador                    | Número | Coligação                                                                          | Votação   | Percentual |
| --------------------------------- | --------------------------------------------------- | ------ | ---------------------------------------------------------------------------------- | --------- | ---------- |
| Gleisi Hoffmann PT                | Sergio Souza PMDB Pedro Tonelli PT                  | 131    | A União Faz um Novo Amanhã (PDT, PMDB, PT, PSC, PRP, PCdoB, PTdoB)                 | 3.196.468 | 29,50%     |
| Roberto Requião PMDB              | Francisco Simeão PMDB Luís Mussi PMDB               | 151    | A União Faz um Novo Amanhã (PDT, PMDB, PT, PSC, PRP, PCdoB, PTdoB)                 | 2.691.557 | 24,84%     |
| Gustavo Fruet PSDB                | Euclides Scalco PSDB Edson Casagrande DEM           | 456    | Novo Paraná (PSDB, PP, DEM, PSB, PTB, PPS, PRB, PHS, PMN, PSDC, PSL, PTC, PTN, PR) | 2.502.805 | 23,10%     |
| Ricardo Barros PP                 | José Richa Filho PSDB Mario Celso Cunha PSB         | 111    | Novo Paraná (PSDB, PP, DEM, PSB, PTB, PPS, PRB, PHS, PMN, PSDC, PSL, PTC, PTN, PR) | 2.190.539 | 20,22%     |
| Rubens Hering PV                  | Henor Reis PV Mauricio Vitor de Souza PV            | 430    | —                                                                                  | 178.029   | 1,64%      |
| Luiz Romeiro Piva PSOL            | Luciméri Costa PSOL Myrian Oliveira Rosa PSOL       | 505    | —                                                                                  | 34.179    | 0,32%      |
| Valmor Venturini PSOL             | Jussara Salazar PSOL Paulo Bearzoti Filho PSOL      | 500    | —                                                                                  | 10.967    | 0,10%      |
| Rivaldir Jensen PRTB              | Erailton Bina PRTB José Flausino DIas PRTB          | 287    | —                                                                                  | 9.392     | 0,09%      |
| Ademir Pedroso PRTB               | Luiz Brandalise PRTB Celso Carazzai PRTB            | 280    | —                                                                                  | 6.856     | 0,06%      |
| Claudio Timossi PSTU              | Mateus Magalhães PSTU Márcia Farherr PSTU           | 160    | —                                                                                  | 5.058     | 0,05%      |
| Irineu Fritz PTdoB                | Mauro del Cuchi PTdoB Vicente Carlos da Silva PTdoB | 707    | —                                                                                  | 4.612     | 0,04%      |
| Gilberto Araújo PCB               | Adriana Aparecida PCB Elisio Marques PCB            | 211    | —                                                                                  | 3.973     | 0,04%      |

## Candidatos
No Paraná foram oito candidatos à governador e doze para senador.
| Coligação A União Faz Um Novo Amanhã (PDT / PMDB / PT / PSC / PRP / PCdoB / PTdoB) | Coligação A União Faz Um Novo Amanhã (PDT / PMDB / PT / PSC / PRP / PCdoB / PTdoB) | Coligação A União Faz Um Novo Amanhã (PDT / PMDB / PT / PSC / PRP / PCdoB / PTdoB) | Coligação A União Faz Um Novo Amanhã (PDT / PMDB / PT / PSC / PRP / PCdoB / PTdoB) |
| Cargo                                                                              | Partido                                                                            | Número                                                                             | Nome                                                                               |
| ---------------------------------------------------------------------------------- | ---------------------------------------------------------------------------------- | ---------------------------------------------------------------------------------- | ---------------------------------------------------------------------------------- |
| Governador                                                                         | PDT                                                                                | 12                                                                                 | Osmar Dias                                                                         |
| Vice-governador                                                                    | PMDB                                                                               | -                                                                                  | Rodrigo Rocha Loures                                                               |
| Senador                                                                            | PT                                                                                 | 131                                                                                | Gleisi Hoffmann                                                                    |
| Primeiro suplente                                                                  | PMDB                                                                               | -                                                                                  | Sérgio Souza                                                                       |
| Segundo suplente                                                                   | PT                                                                                 | -                                                                                  | Pedro Tonelli                                                                      |
| Senador                                                                            | PMDB                                                                               | 151                                                                                | Roberto Requião                                                                    |
| Primeiro suplente                                                                  | PMDB                                                                               | -                                                                                  | Francisco Simeão                                                                   |
| Segundo suplente                                                                   | PMDB                                                                               | -                                                                                  | Luiz Mussi                                                                         |

| Governador        | PSDB | 45  | Beto Richa       |
| Vice-governador   | PSDB | -   | Flávio Arns      |
| Senador           | PSDB | 456 | Gustavo Fruet    |
| Primeiro suplente | PSDB | -   | Scalco           |
| Segundo suplente  | PSDB | -   | Casagrande       |
| Senador           | PP   | 111 | Ricardo Barros   |
| Primeiro suplente | PSDB | -   | José Richa Filho |
| Segundo suplente  | PSB  | -   | Mario Celso      |

| Partido Verde     | Partido Verde | Partido Verde | Partido Verde    |
| Cargo             | Partido       | Número        | Nome             |
| ----------------- | ------------- | ------------- | ---------------- |
| Governador        | PV            | 43            | Paulo Salamuni   |
| Vice-governador   | PV            | -             | Flávia Romagnoli |
| Senador           | PV            | 430           | Rubens Hering    |
| Primeiro suplente | PV            | -             | Henor Reis       |
| Segundo suplente  | PV            | -             | Mauricio Vitor   |

| Partido Socialismo e Liberdade | Partido Socialismo e Liberdade | Partido Socialismo e Liberdade | Partido Socialismo e Liberdade |
| Cargo                          | Partido                        | Número                         | Nome                           |
| ------------------------------ | ------------------------------ | ------------------------------ | ------------------------------ |
| Governador                     | PSOL                           | 50                             | Luiz Felipe Bergmann           |
| Vice-governador                | PSOL                           | -                              | Dr. Aiex                       |
| Senador                        | PSOL                           | 505                            | Prof.º Piva                    |
| Primeiro suplente              | PSOL                           | -                              | Lucimeri Costa                 |
| Segundo suplente               | PSOL                           | -                              | Myriam                         |
| Senador                        | PSOL                           | 500                            | Valmor Venturini               |
| Primeiro suplente              | PSOL                           | -                              | Jussara                        |
| Segundo suplente               | PSOL                           | -                              | Paulo Bearzoti                 |

| Partido Renovador Trabalhista Brasileiro | Partido Renovador Trabalhista Brasileiro | Partido Renovador Trabalhista Brasileiro | Partido Renovador Trabalhista Brasileiro |
| Cargo                                    | Partido                                  | Número                                   | Nome                                     |
| ---------------------------------------- | ---------------------------------------- | ---------------------------------------- | ---------------------------------------- |
| Governador                               | PRTB                                     | 28                                       | Robinson de Paula                        |
| Vice-governador                          | PRTB                                     | -                                        | Sgt. Floresval                           |
| Senador                                  | PRTB                                     | 287                                      | Sgt. Jensen                              |
| Primeiro suplente                        | PRTB                                     | -                                        | Bina                                     |
| Segundo suplente                         | PRTB                                     | -                                        | João Flausino                            |
| Senador                                  | PRTB                                     | 280                                      | Sgt. QE Pedroso                          |
| Primeiro suplente                        | PRTB                                     | -                                        | Sgt. QE Brandalize                       |
| Segundo suplente                         | PRTB                                     | -                                        | Celso Carazzai                           |

| Partido Socialista dos Trabalhadores Unificado | Partido Socialista dos Trabalhadores Unificado | Partido Socialista dos Trabalhadores Unificado | Partido Socialista dos Trabalhadores Unificado |
| Cargo                                          | Partido                                        | Número                                         | Nome                                           |
| ---------------------------------------------- | ---------------------------------------------- | ---------------------------------------------- | ---------------------------------------------- |
| Governador                                     | PSTU                                           | 16                                             | Avanilson Araújo                               |
| Vice-governador                                | PSTU                                           | -                                              | Ivan                                           |
| Senador                                        | PSTU                                           | 160                                            | Timossi                                        |
| Primeiro suplente                              | PSTU                                           | -                                              | Mateus                                         |
| Segundo suplente                               | PSTU                                           | -                                              | Márcia                                         |

| Partido Trabalhista do Brasil O PTdoB apoiou informalmente a candidatura de Osmar Dias | Partido Trabalhista do Brasil O PTdoB apoiou informalmente a candidatura de Osmar Dias | Partido Trabalhista do Brasil O PTdoB apoiou informalmente a candidatura de Osmar Dias | Partido Trabalhista do Brasil O PTdoB apoiou informalmente a candidatura de Osmar Dias |
| Cargo                                                                                  | Partido                                                                                | Número                                                                                 | Nome                                                                                   |
| -------------------------------------------------------------------------------------- | -------------------------------------------------------------------------------------- | -------------------------------------------------------------------------------------- | -------------------------------------------------------------------------------------- |
| Governador                                                                             | PDT                                                                                    | 12                                                                                     | Osmar Dias                                                                             |
| Vice-governador                                                                        | PMDB                                                                                   | -                                                                                      | Rodrigo Rocha Loures                                                                   |
| Senador                                                                                | PTdoB                                                                                  | 707                                                                                    | Irineu Fritz                                                                           |
| Primeiro suplente                                                                      | PTdoB                                                                                  | -                                                                                      | Mário del Cuchi                                                                        |
| Segundo suplente                                                                       | PTdoB                                                                                  | -                                                                                      | Vicente Silva                                                                          |

| Partido Comunista Brasileiro | Partido Comunista Brasileiro | Partido Comunista Brasileiro | Partido Comunista Brasileiro |
| Cargo                        | Partido                      | Número                       | Nome                         |
| ---------------------------- | ---------------------------- | ---------------------------- | ---------------------------- |
| Governador                   | PCB                          | 21                           | Amadeu Felipe                |
| Vice-governador              | PCB                          | -                            | Gilberto Gomes               |
| Senador                      | PCB                          | 211                          | Gilberto Araújo              |
| Primeiro suplente            | PCB                          | -                            | Adriana Aparecida            |
| Segundo suplente             | PCB                          | -                            | Elisio Marques               |